# Christian de Schaumbourg-Lippe (né en 1971)
Pour les articles homonymes, voir Christian de Schaumbourg-Lippe.
Le prince Christian de Schaumbourg-Lippe (né à Munich le 4 septembre 1971) est le fils de Guillaume de Schaumbourg-Lippe et de Ilona, baronne Hentschel von Gilgenheimb. Il est également l'arrière-arrière-petit-fils de Frédéric VIII de Danemark.

## Biographie
Bien que lié à la famille royale de Danemark, en vertu de la loi danoise, il n'entre pas dans l'ordre de succession au trône, car il n'est pas un descendant de Christian X. Il figure cependant dans l'ordre de succession au trône britannique, étant un descendant de George II, par l'intermédiaire de sa fille, la reine Louise de Danemark et de Norvège.
Il épouse Lena Giese à Glücksburg, le 25 juillet 2009, et de leur mariage naissent deux enfants, dont un fils né en 2012.